# Mulat
Dit overzicht is mogelijk incompleet; u kunt helpen door het uit te breiden.

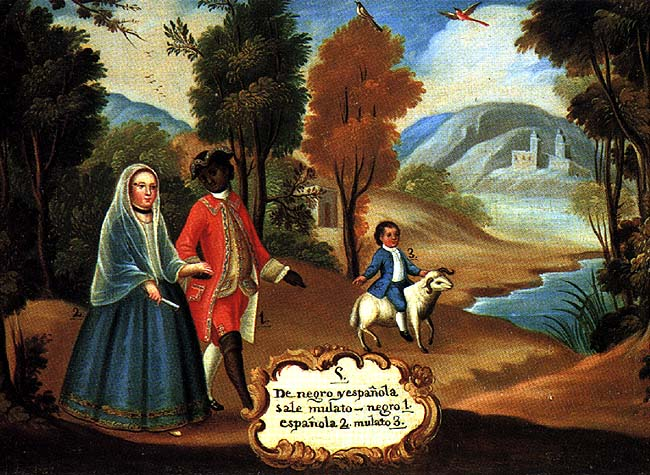
Het onderschrift van dit 18de-eeuwse schilderij van de Nieuw-Spaanse schilder Miguel Cabrera luidt: "Uit een zwarte en een Spaanse komt een mulat voort".

Een mulat of mulattin is een persoon geboren uit een Europese ouder en een ouder van Afrikaanse oorsprong.
Het woord is een verbastering van het Spaanse mulato. De etymologische oorsprong van "mulato" is onbekend, maar het zou een afgeleide kunnen zijn van het Latijnse woord voor muilezel: mulus (Spaans: mulo), wat letterlijk bastaard betekent. Volgens een andere theorie ligt de oorsprong in het Arabische "muwallad", een term waarmee men een persoon van gemengde afkomst aanduidde in de tijd van de Moren (zie ook Muladi).